# Raman Hrabarenka
Raman Andrejewicz Hrabarenka (błr. Раман Андрэевіч Грабарэнка, ros. Роман Андреевич Граборенко - Roman Andriejewicz Graborienko; ur. 24 sierpnia 1992 w Mohylewie) – białoruski hokeista, reprezentant Białorusi.

## Kariera klubowa
Od 2009 karierę rozwija od początku w Ameryce Północnej. Wpierw jeden sezon w lidze EJHL, następnie od 2010 do 2012 w kanadyjskiej lidze juniorskiej QMJHL. W KHL Junior Draft w 2012 został wybrany przez Dynama Mińsk (runda 1, numer 12). W październiku 2012 został zawodnikiem amerykańskiego klubu Albany Devils w rozgrywkach AHL. Nie był draftowany do NHL. W lipcu 2013 podpisał trzyletni wstępny kontrakt z klubem New Jersey Devils na występy w lidze NHL. Jedyny mecz w jego barwach rozegrał 9 kwietnia 2015, a ponadto występował nadal w zespole farmerskim Albany Devils. Od sierpnia do początku października 2016 zawodnik Toronto Maple Leafs. Od grudnia 2016 zawodnik Dynama Mińsk. Od lipca 2017 zawodnik Nieftiechimika Niżniekamsk. Od października 2017 zawodnik Kunlun Red Star. Od końca grudnia 2018 do końca kwietnia 2019 był zawodnikiem HC Litvínov. W maju 2019 został zawodnikiem Bílí tygři Liberec. Po sezonie 2019/2020 odszedł z klubu. W maju 2020 ponownie został graczem Nieftiechimika Niżniekamsk. Odszedł stamtąd w listopadzie 2020. W listopadzie 2021 został zaangażowany przez czeski klub VHK Vsetín. Pod koniec tego miesiąca przeszedł do kazachskiego Arłan Kokczetaw. Na początku listopada 2022 ogłoszono jego angaż do zespołu Re-Plast Unia Oświęcim w Polskiej Hokej Lidze. 1 grudnia 2022 ogłoszono jego odejście z klubu po okresie próbnym. 9 grudnia 2022 poinformowano o jego angażu w Cracovii z tej samej lidze.

## Kariera reprezentacyjna
Występował w kadrach juniorskich kraju na mistrzostwach świata do lat 18 w 2008, 2009, do lat 20 w 2012. W kadrze seniorskiej uczestniczył w turniejach mistrzostw świata w 2012, 2013, 2014, 2017.

## Sukcesy
Reprezentacyjne
- Awans do Elity MŚ do lat 18: 2009

Klubowe
- Srebrny medal mistrzostw Kazachstanu: 2022 z Arłanem Kokczetaw

Indywidualne
- Mistrzostwa Świata Juniorów w Hokeju na Lodzie 2012/I Dywizja:
  - Pierwsze miejsce w klasyfikacji +/- turnieju: +10[20]
  - Trzecie miejsce w klasyfikacji kanadyjskiej wśród obrońców turnieju: 4 punkty[21]
  - Najlepszy zawodnik reprezentacji na turnieju[22]